# 1906 en droit
Cet article présente les faits marquants de l'année 1906 en droit.

## Événements

### Août
- 5 août[1] : signature par le shah Mozaffar-e-din Shah de l’ordonnance mettant fin à la monarchie absolue. Instauration d'une monarchie constitutionnelle[2],[3] en Perse[4] incluant la mise en place d’un parlement représentatif du peuple.

## Naissances
- 15 août à Rennes : Suzanne Bastid, professeure de droit français (décédée le 2 mars 1995)

## Décès
- Frederic William Maitland, juriste et historien du droit britannique, professeur à l'Université de Cambridge (né en 1850).